# John Stewart-Murray, VIII duca di Atholl
John George Stewart-Murray, VIII duca di Atholl (Blair Castle, 15 dicembre 1871 – Perth, 16 marzo 1942) è stato un generale britannico.

## Biografia
John "Bardie" Stewart-Murray Nacque al Blair Castle col titolo di marchese di Tullibardine in quanto figlio di John Stewart-Murray, VII duca di Atholl, e Luisa Moncreiffe, figlia di Sir Thomas Moncreiffe, VII baronetto Moncreiffe; apparteneva ad una nobile famiglia scozzese e imparò il gaelico prima ancora dell'inglese; studiò ad Eton.
Venne commissionato come sottotenente nelle Royal Horse Guards nel 1892, divenendo tenente l'anno seguente; partecipò alla spedizione di Kitchener in Sudan contro il Mahdi, partecipando alle battaglie di Khartoum e Atbara contro Osmar Digna; fu premiato con la Distinguished Service Order e il 15 novembre 1898 raggiunse il grado di capitano.
Nel 1900 ebbe il brevetto di maggiore e notato da Kitchner fu posto a capo di un reggimento scozzese di stanza in Sudafrica, The Scottish Horse, con il quale partecipò alla Seconda Guerra anglo-boera nel Transvaal occidentale raggiungendo il grado di colonnello nel 1903, divenendo cavaliere dell'Ordine Reale Vittoriano.
Durante la prima guerra mondiale fu assegnato all'esercito di Ian Standish Monteith Hamilton nella spedizione dei Dardanelli, ricevendo nel 1918 il grado temporaneo di brigadier generale; durante la seconda guerra mondiale servì nelle Home Guards sempre al comando degli Scottish Horse, divenendone colonnello onorario dal 1920 al 1942; alla sua morte ricevette anche la Scottish National War Medal; dopo la seconda guerra mondiale la sua fornita biblioteca storica di famiglia fu donata alla National Library of Scotland.
Fu anche un politico oltre che un militare: fece parte del Partito Conservatore per il West Perthshire dal gennaio 1910 e dal 1917 succedette a suo padre alla Camera dei Lord come Duca di Atholl; nel 1918 ricevette l'Ordine del Cardo e divenne Lord High Commissioner to the General Assembly of the Church of Scotland, detenendo la carica per due anni fino al 1920; l'anno seguente entrò nel Privy Council e succedette a David Lloyd George come Lord Ciambellano delle Household; fu inoltre frammassone e fu Gran Maestro della Gran Loggia di Scozia dal 1908 al 1913 e poi aiutante di campo di Giorgio V dal 1920 al 1931 e Gran Maestro della Gran Loggia di Scozia dal 1909 al 1913 ; fu inoltre garante del Freedom of the City di Edimburgo.
Il 20 luglio 1899 sposò Katherine Ramsay, figlia di Sir James Ramsay, X baronetto Ramsay; non ebbero figli e con la sua morte gli succedette come duca di Atholl suo fratello minore James Stewart-Murray, VIII duca di Atholl.

## Ascendenza
|                                                |                                    |                                               | Genitori                                     |  |  | Nonni |  |  | Bisnonni                           |  |  | Trisnonni                          |  |
|                                                |                                    |                                               |                                              |  |  |       |  |  | 8. James Murray, I barone Glenlyon |  |  | 16. John Murray, IV duca di Atholl |  |
|                                                |                                    |                                               |                                              |  |  |       |  |  | 8. James Murray, I barone Glenlyon |  |  | 16. John Murray, IV duca di Atholl |  |
|                                                |                                    | 17. Jane Cathcart                             |                                              |  |  |       |  |  | 8. James Murray, I barone Glenlyon |  |  |                                    |  |
| 4. George Murray, VI duca di Atholl            |                                    |                                               |                                              |  |  |       |  |  | 8. James Murray, I barone Glenlyon |  |  |                                    |  |
|                                                |                                    | 9. Emily Frances Percy                        | 18. Hugh Percy, II duca di Northumberland    |  |  |       |  |  |                                    |  |  |                                    |  |
|                                                |                                    | 9. Emily Frances Percy                        | 18. Hugh Percy, II duca di Northumberland    |  |  |       |  |  |                                    |  |  |                                    |  |
|                                                |                                    | 9. Emily Frances Percy                        | 19. Frances Julia Burrell                    |  |  |       |  |  |                                    |  |  |                                    |  |
| 2. John Stewart-Murray, VII duca di Atholl     |                                    | 9. Emily Frances Percy                        |                                              |  |  |       |  |  |                                    |  |  |                                    |  |
|                                                |                                    | 10. Henry Home-Drummond                       | 20. George Home Drummond                     |  |  |       |  |  |                                    |  |  |                                    |  |
|                                                |                                    | 10. Henry Home-Drummond                       | 20. George Home Drummond                     |  |  |       |  |  |                                    |  |  |                                    |  |
|                                                |                                    | 10. Henry Home-Drummond                       | 21. Janet Jardine                            |  |  |       |  |  |                                    |  |  |                                    |  |
| 5. Anne Drummond Home                          |                                    | 10. Henry Home-Drummond                       |                                              |  |  |       |  |  |                                    |  |  |                                    |  |
|                                                |                                    | 11. Christina Moray, XVIII di Abercairney     | 22. Charles Stirling-Moray, XV di Abercairny |  |  |       |  |  |                                    |  |  |                                    |  |
|                                                |                                    | 11. Christina Moray, XVIII di Abercairney     | 22. Charles Stirling-Moray, XV di Abercairny |  |  |       |  |  |                                    |  |  |                                    |  |
|                                                |                                    | 11. Christina Moray, XVIII di Abercairney     | 23. N.N. Stirling                            |  |  |       |  |  |                                    |  |  |                                    |  |
| 1. John Stewart-Murray, VIII duca di Atholl    |                                    | 11. Christina Moray, XVIII di Abercairney     |                                              |  |  |       |  |  |                                    |  |  |                                    |  |
|                                                | 12. David Moncreiffe, VI baronetto | 24. Thomas Moncreiffe, V baronetto            |                                              |  |  |       |  |  |                                    |  |  |                                    |  |
|                                                | 12. David Moncreiffe, VI baronetto | 24. Thomas Moncreiffe, V baronetto            |                                              |  |  |       |  |  |                                    |  |  |                                    |  |
|                                                | 12. David Moncreiffe, VI baronetto | 25. Elisabeth Ramsay                          |                                              |  |  |       |  |  |                                    |  |  |                                    |  |
| 6. Thomas Moncreiffe, VII baronetto Moncreiffe | 12. David Moncreiffe, VI baronetto |                                               |                                              |  |  |       |  |  |                                    |  |  |                                    |  |
|                                                |                                    | 13. Helen Mackay                              | 26. Æneas Mackay                             |  |  |       |  |  |                                    |  |  |                                    |  |
|                                                |                                    | 13. Helen Mackay                              | 26. Æneas Mackay                             |  |  |       |  |  |                                    |  |  |                                    |  |
|                                                |                                    | 13. Helen Mackay                              | …                                            |  |  |       |  |  |                                    |  |  |                                    |  |
| 3. Luisa Moncreiffe                            |                                    | 13. Helen Mackay                              |                                              |  |  |       |  |  |                                    |  |  |                                    |  |
|                                                |                                    | 14. Thomas Hay-Drummond, XI conte di Kinnoull | 28. Robert Hay-Drummond, X conte di Kinnoull |  |  |       |  |  |                                    |  |  |                                    |  |
|                                                |                                    | 14. Thomas Hay-Drummond, XI conte di Kinnoull | 28. Robert Hay-Drummond, X conte di Kinnoull |  |  |       |  |  |                                    |  |  |                                    |  |
|                                                |                                    | 14. Thomas Hay-Drummond, XI conte di Kinnoull | 29. Sara Harley                              |  |  |       |  |  |                                    |  |  |                                    |  |
| 7. Louisa Hay-Drummond                         |                                    | 14. Thomas Hay-Drummond, XI conte di Kinnoull |                                              |  |  |       |  |  |                                    |  |  |                                    |  |
|                                                |                                    | 15. Louisa Burton Rowley                      | 30. Charles Rowley, I baronetto              |  |  |       |  |  |                                    |  |  |                                    |  |
|                                                |                                    | 15. Louisa Burton Rowley                      | 30. Charles Rowley, I baronetto              |  |  |       |  |  |                                    |  |  |                                    |  |
|                                                |                                    | 15. Louisa Burton Rowley                      | 31. Elizabeth King                           |  |  |       |  |  |                                    |  |  |                                    |  |
|                                                |                                    | 15. Louisa Burton Rowley                      |                                              |  |  |       |  |  |                                    |  |  |                                    |  |